# Paul Drews
Paul Gottfried Drews, född 8 maj 1858, död 1 augusti 1912, var en tysk teolog.
Drews ägnade sig särskilt åt reformationstidens och liturgins historia. Han införde Kirchenkunde, ett studium av samtidens religiösa liv i dess olika former som en särskild gren av den praktiska teologin och verkade även för det kyrkligt-sociala arbetet. Av hans skrifter märks Studien zur Geschichte des Gottesdienstes (fem band, 1902-1910).

## Böcker på svenska
- Mer hjärta för folket (1892). Ingår i I religiösa och kyrkliga frågor, 6-9
- Motsvarade statskyrkodömet Luthers ideal? (översättning August Carr, Lindblad, 1917)